# Luksuz
Luksuz (latinski luxus = bujna plodnost) označava materijalne stvari, robe i usluge čija primarna svrha nije zadovoljavanje temeljnjih potreba pojedinca. Svrha luksuza je korisnicima takvih roba i usluga pružiti udobnost, estetsko zadovoljstvo i, što je najčešće slučaj, svima drugima pokazati nečije bogatstvo ili društveni položaj.
Roba s takvim karakteristikama se naziva luksuznom robom i u većini država je predmetom specifičnog zakonodavstva, prije svega poreza na luksuz, dok je u prošlosti bila predmetom sumptuarnih zakona. Pod luksuznom robom se mogu podrazumijevati luksuzni automobili i luksuzne jahte, a specifične usluge mogu pružati luskuzni hoteli.
Što se smatra luksuzom, a što ne varira od društva do društva ovisno o kulturi, specifičnim ekonomskim okolnostima ili tehnološkom razvoju. Tako se u većini europskih zemalja do 19. stoljeća osnovno obrazovanje ili pismenost smatrala luksuzom, dok to danas predstavlja društvenu obvezu.